# Gerard López (Fußballspieler)
Gerard López Segú (* 12. März 1979 in Granollers) ist ein ehemaliger spanischer Fußballspieler und heutiger -trainer.

## Karriere als Spieler

### Verein
Seine Profikarriere startete der Mittelfeldspieler 1996 bei der zweiten Mannschaft des FC Barcelona. In der folgenden Spielzeit wechselte er zum FC Valencia. Da er in seiner ersten Saison bei den Los Ches nur die Rolle des Ergänzungsspieler innehatte und nur zu elf Einsätzen (0 Tore) kam, entschied sich der Verein zu einem Leihgeschäft. In der Saison 1998/99 sollte er bei CD Alavès Spielpraxis sammeln, um im Folgejahr wieder zu Valencia zurückzukehren. Dies gelang ihm auch und er entwickelte sich bei Alavés zum Leistungsträger. In Valencia wurde nun mehr und mehr auf ihn gebaut und er erspielte sich einen Stammplatz, ehe er im Jahre 2000 wieder bei seinem Jugendverein, dem FC Barcelona, einen Vertrag unterschrieb. Der Wechsel war Barcelona 24 Millionen € wert. Mit dem FCB konnte er 2005 die spanische Meisterschaft gewinnen. Fünf Jahre blieb er in Barcelona bis 2005. Nach einem zweijährigen Gastspiel beim französischen Topclub AS Monaco wechselte Gerard López im Sommer 2007 zum spanischen Erstligisten Recreativo Huelva. In der spanischen Heimat hielt es ihn allerdings nur ein Jahr und er entschied sich zu einem erneuten Wechsel ins Ausland. Nachdem sich López bei verschiedenen Vereinen fit gehalten hatte, schloss er sich im Februar 2009 dem FC Girona an, für den er bis zu seinem Karriereende im Sommer 2011 zu 30 Einsätzen in der Segunda División kam (vier Tore).

### Nationalmannschaft
López durchlief diverse spanische Nachwuchsnationalteams und spielte sechsmal für die spanische Nationalmannschaft. Insgesamt gelangen ihm zwei Treffer. Alle seine Auftritte für die Spanier fanden 2000 statt. Im selben Jahr gehörte er auch zum Kader der Fußball-Europameisterschaft in Holland und Belgien. Die Mannschaft scheiterte im Viertelfinale am späteren Europameister Frankreich. López wurde in diesem Spiel in der 77. Minute eingewechselt. Dies war sein einziger Einsatz während des Turniers. Des Weiteren kam er in der katalanischen Fußballauswahl zum Einsatz.

## Karriere als Trainer
Im Jahre 2013 übernahm er von Johan Cruyff das Traineramt der katalanischen Fußballauswahl. Sein erstes Spiel als Trainer hatte er dabei am 30. Dezember 2013 gegen Kap Verde im Olympiastadion Barcelona. Zur Saison 2015/16 übernahm López die in die drittklassige Segunda División B abgestiegene zweite Mannschaft des FC Barcelona. Am Ende der Saison 2016/17 gelang der Aufstieg in die Segunda División.

## Erfolge
- Spanischer Supercup mit FC Valencia: 1999
- Copa del Rey mit FC Valencia: 2000
- Copa del Rey mit FC Barcelona: 2004
- Spanischer Supercup mit FC Barcelona: 2005
- Spanische Meisterschaft mit FC Barcelona: 2005